# 湖南中睾吸虫
湖南中睾吸虫（学名：Mesorchis hunanensis）为棘口科中睾属的动物。在中国大陆，分布于湖南等地，营寄生生活，寄生于肠。该物种的模式产地在湖南。
其种加词“hunanensis”意为“湖南的”。